# Hayate Matsuda
Hayate Matsuda (japanisch 松田隼風 Matsuda Hayate; * 2. Oktober 2003 in Hokkaidō) ist ein japanischer Fußballspieler.

## Karriere
Hayate Matsuda erlernte das Fußballspielen in der Mannschaft der JFA Academy Fukushima. Von Ende September 2021 bis Saisonende wurde er an Mito Hollyhock ausgeliehen. Der Verein aus Mito, einer Stadt in der Präfektur Ibaraki, spielte in der zweiten japanischen Liga. Sein Zweitligadebüt gab Hayate Matsuda am 9. März 2022 (1. Spieltag) im Auswärtsspiel gegen Ōita Trinita. Hier stand er in der Startelf und wurde in der 69. Minute gegen Kōshi Ōsaki ausgewechselt. Das Spiel endete 1:1. In seiner ersten Saison bestritt er zwölf Ligaspiele.
Zur Saison 2023/24 wechselte Matsuda auf Leihbasis in die viertklassige Regionalliga Nord zur zweiten Mannschaft von Hannover 96. Die Leihe war Teil der im April 2023 abgeschlossenen Kooperation zwischen den Vereinen. Unter Daniel Stendel kam der Japaner 26-mal zum Einsatz (immer in der Startelf), wobei er zwei Tore zur Meisterschaft beitrug. In den Aufstiegsspielen zur 3. Liga traf man auf den Meister der Regionalliga Bayern, die Würzburger Kickers. Nach einer 0:1-Niederlage im Hinspiel gewannen die Hannoveraner das Rückspiel nach Verlängerung mit 3:2, wobei Matsuda in der Verlängerung zunächst den 3:1-Führungstreffer erzielt hatte. Im Elfmeterschießen setzte sich die Mannschaft durch und stieg in die 3. Liga auf. Daraufhin wurde die Leihe für die Saison 2024/25 verlängert. In dieser kam Matsuda auf 34 Drittligaeinsätze, wobei er stets in der Startelf stand und ein Tor erzielte. Die Mannschaft stieg jedoch wieder in die Regionalliga Nord ab. Zur Saison 2025/26 wurde Matsuda fest verpflichtet und in die Zweitligamannschaft von Christian Titz befördert. Er unterschrieb einen Vertrag bis zum 30. Juni 2028.

## Erfolge
- Aufstieg in die 3. Liga: 2024 (Hannover 96 II)
- Meister der Regionalliga Nord: 2024 (Hannover 96 II)